# 村田システム
- 将棋 > 将棋の戦法 > 村田システム
- 将棋 > 将棋の戦法 > 居飛車 > 村田システム

村田システム（むらたシステム）は村田顕弘が開発した将棋の戦法の一つ。角道を開けず、王の頭上にある歩を早くに突くのが特徴。第51回将棋大賞では「村田システムなど独自の工夫に対して」として村田が升田幸三賞特別賞を受賞している。第71期王座戦挑戦者決定トーナメント2回戦藤井聡太竜王・名人戦において、「新・村田システム」が採用され、一時評価値「94%」を記録したことによって注目された。豊島将之が用いた「豊島流村田システム」という手順もあり、藤井聡太も参考にして実戦に取り入れている。

## 概要
| 9  | 8  | 7  | 6  | 5  | 4  | 3  | 2  | 1  |    |
| 香 | 桂 |    | 金 | 王 | 金 | 銀 | 桂 | 香 | 一 |
|    | 飛 | 銀 |    |    |    |    | 角 |    | 二 |
| 歩 |    | 歩 | 歩 | 歩 | 歩 |    | 歩 | 歩 | 三 |
|    |    |    |    |    |    | 歩 |    |    | 四 |
|    | 歩 |    |    |    |    |    |    |    | 五 |
|    |    |    |    | 歩 |    |    | 歩 |    | 六 |
| 歩 | 歩 | 歩 | 歩 |    | 歩 | 歩 |    | 歩 | 七 |
|    | 角 | 金 | 銀 |    | 銀 |    | 飛 |    | 八 |
| 香 | 桂 |    |    | 玉 | 金 |    | 桂 | 香 | 九 |

2023年にマイナビ出版から村田の著書『オールインワンの新戦法 村田システム』が出版されており、著書の出版にあたって編集者の提案で「村田システム」と名付けたという。同書は将棋ライターの富士波草佑から「あらゆる急戦策への対応が手厚く、ぬかりなく記されている」と評価された。
嬉野流の派生形であるとされている。居飛車戦術では矢倉や雁木が開けた角道をのちに止めるのに対し、嬉野流や村田システムなどは、最初から角道を開けないなどは共通事項で、嬉野流との違いは、嬉野流が初手は基本的に▲６八銀、後手番なら2手目△４二銀として、左銀を攻撃参加させるのに対し、初手に複数のパターンを用いており、また嬉野流と違い右銀の活用を主としている。村田は実践では初手▲２六歩（後手では2手目８四歩）のパターンが多いが、村田は著書では後手番で相手が初手▲２六歩の場合には２手目には△８四歩ではなく、△３二金という手も解説している。また嬉野流は角を引いて活用し、左銀を前線に展開して2筋を突破していく形である一方、村田システムは序盤角道を開けないことでは嬉野流と共通であるが、相手の展開により居角で途中角道を開けるもしくは引き角にするかを選ぶいう点が異なっており、村田は著書でも角道不突ではなく角道保留という表現を用いている。
| 9  | 8  | 7  | 6  | 5  | 4  | 3  | 2  | 1  |    |
| 香 | 桂 |    | 金 |    |    |    | 桂 | 香 | 一 |
|    | 王 | 銀 |    | 金 | 飛 | 銀 |    |    | 二 |
| 歩 | 歩 | 歩 | 歩 | 歩 | 歩 | 角 | 歩 | 歩 | 三 |
|    |    |    |    |    |    | 歩 |    |    | 四 |
|    |    |    |    |    |    | 歩 | 歩 |    | 五 |
|    |    |    |    | 歩 |    |    |    |    | 六 |
| 歩 | 歩 | 歩 | 歩 | 銀 | 歩 |    |    | 歩 | 七 |
|    | 角 | 玉 |    | 金 |    |    | 飛 |    | 八 |
| 香 | 桂 | 銀 | 金 |    |    |    | 桂 | 香 | 九 |

出だしは、先手番でみると▲２六歩で以下△８四歩ならば▲４八銀△８五歩▲７八金△７二銀▲６八銀△３四歩▲５六歩（図）と進んだ形が基本形であり、角行は相手の出方を見て、場合によっては角道を開き、また場合によっては▲７九角と引いて使っていく。左銀は図のような構えでは▲6八銀と構え場合によって５七から４六と６六へ展開する。他、▲9六歩と9筋の端歩を早めに突く指し方もある。
角道を開けないことで居飛車党相手に角換わり、横歩取りに誘導させず、スキあらば速攻を目指す、時には旧式の雁木やショーダンオリジナルなどの厚みを築く戦術へという手順もあり、銀の使い方も多彩であり右銀、左銀をトリッキーに使い、相手を撹乱できるのも特徴である。
振り飛車に対しても、左図のように振り飛車側が四間飛車などを漠然と駒組を進め、図のようにまで進むと、居飛車側の出足の早い早仕掛けが可能で、攻めの銀が５段目の３五地点に進むことができ、早くも村田システム側が指しやすい形勢となっている。図の形成では後手は△３五同歩と取るよりないが、以下▲４六銀に△４四角なら▲３八飛、△３六歩なら▲２四歩の突き捨てで△同歩なら▲３五銀や▲２六飛など。図の四間飛車側の陣形では、角道は通っているが５五の地点へ出る順や飛車の位置が角行の活用を阻害しているほか、左銀を早く３二に進めてしまうと飛車も銀将も活用出来ていなくなっている。
元々この作戦は、アマチュア将棋界で強豪の木村孝太郎が使用しており、2018年の第27期銀河戦の際に中座真を相手に後手番で戦法を試みている。
村田は「自分の注文で局面を誘導できる」と記し、将棋ライターの富士波草佑は「必ず自分の土俵で戦えるのが魅力」という。「右銀村田システム」「左銀村田システム」「後手番村田システム」に細分化され、発展形の「新・村田システム」も存在する。

## プロの実戦例

### 2022年以前
千田翔太によると、田丸昇が1990年代に新・村田システムの手順を指していたという。また、2018年3月30日に指された第43期棋王戦第五局、渡辺明 vs 永瀬拓矢戦で、永瀬が後手番で村田システムの駒組を採用。戦型はその後先手ツノ銀雁木と後手矢倉に展開するが、渡辺がこのタイトル戦で村田システムを経験したのち、2019年11月17日の第40回将棋日本シリーズJTプロ公式戦 決勝戦、対広瀬章人戦で早速採用している。

### 2023年以降
村田顕弘自身は、2023年から村田システムを使用。5月12日の第71期王座戦挑戦者決定トーナメント1回戦・木村一基戦や、7月4日の朝日杯将棋オープン戦・西川和宏戦で使用し、勝利している。
6月28日には第71期王座戦挑戦者決定トーナメント2回戦藤井聡太竜王・名人戦で発展形の「新・村田システム」を採用。村田は先手で、角道をなかなか開けないものの、5筋ではなく3筋から右銀を進め、浮き飛車とした。藤井の勝負手「6四銀」～「5九金」で逆転負けを喫したものの、途中までは村田のペースで勝勢に進め、注目を集めた。
システムの改良点として、図までの手順では、3筋から右銀を出すという工夫をしている。この順によって△８六飛から５六飛と横歩とりの順の心配をなくし、また△４四歩～△４五歩の銀を追い返す策がきかないなどが挙げられる。そのあと角道を止めた状態で▲５六歩から▲５五歩を築く作戦で、そのあと先手に▲７六歩とされると後手の角が負担になる。このため藤井七冠は△７五歩としたが、▲５八金△６三銀の後、▲７六歩△同歩▲３五銀と先手ペースになっていた。
2021年第71回NHK杯テレビ将棋トーナメント1回戦第16局、近藤誠也 vs 森下卓戦では後手の森下が相手の飛車先を切らせず端角を活用した戦型を採用。新・村田システムも、2023年7月27日竜王戦決勝トーナメントの伊藤匠 vs 稲葉陽でも出現している。2024年のC級1組順位戦の井上慶太 vs 千葉幸生戦では、先手の井上が村田システムを用いている。
| 9  | 8  | 7  | 6  | 5  | 4  | 3  | 2  | 1  |    |
| 香 | 飛 |    | 金 | 王 |    | 銀 | 桂 | 香 | 一 |
|    |    | 銀 |    |    |    | 金 | 角 |    | 二 |
| 歩 |    | 桂 |    | 歩 | 歩 |    | 歩 | 歩 | 三 |
|    |    | 歩 | 歩 |    |    |    |    |    | 四 |
|    |    |    |    |    |    | 歩 |    |    | 五 |
|    |    |    |    | 歩 | 銀 |    | 飛 |    | 六 |
| 歩 | 歩 | 歩 | 歩 |    | 歩 |    |    | 歩 | 七 |
|    | 角 | 金 |    |    |    |    |    |    | 八 |
| 香 | 桂 | 銀 | 玉 |    | 金 |    | 桂 | 香 | 九 |

| 9  | 8  | 7  | 6  | 5  | 4  | 3  | 2  | 1  |    |
| 香 | 飛 |    |    | 王 |    | 馬 |    |    | 一 |
|    |    |    | 金 |    |    |    |    |    | 二 |
| 歩 |    |    |    | 歩 | 歩 |    | 歩 | 歩 | 三 |
|    |    |    | 銀 |    |    |    |    |    | 四 |
|    | 桂 | 香 | 歩 |    | 桂 | 銀 |    |    | 五 |
|    |    | 歩 |    | 桂 | 角 |    |    |    | 六 |
| 歩 | 歩 | 歩 | 歩 |    | 歩 | 歩 |    | 歩 | 七 |
|    | 金 |    | 銀 |    |    |    |    | 龍 | 八 |
| 香 | 桂 | 玉 |    | 金 |    |    |    |    | 九 |

| 9  | 8  | 7  | 6  | 5  | 4  | 3  | 2  | 1  |    |
| 香 | 桂 |    | 金 | 王 |    |    | 桂 | 香 | 一 |
|    | 飛 |    |    |    | 銀 | 金 |    |    | 二 |
| 歩 |    | 歩 | 歩 |    | 歩 | 歩 | 歩 | 角 | 三 |
|    |    |    |    | 歩 |    |    |    | 歩 | 四 |
|    |    |    | 銀 |    | 歩 |    | 歩 |    | 五 |
|    |    | 歩 |    |    |    | 歩 |    | 歩 | 六 |
| 歩 | 歩 |    | 歩 | 歩 | 銀 | 桂 |    |    | 七 |
|    | 角 | 金 | 玉 |    |    |    | 飛 |    | 八 |
| 香 | 桂 | 銀 |    |    | 金 |    |    | 香 | 九 |

## 豊島流村田システム
豊島流村田システムはSUNTORY 将棋オールスター 東西対抗戦2023決勝戦1局目、永瀬拓矢 vs 豊島将之戦で出現した村田システムで、先手の永瀬が角換わりに誘導したところ、豊島は角道を開けずに△6二銀とし、そのまましばらく角道を開けず駒組みを進めた（下図参照）。永瀬は棒銀を採用し、角道を開けさせてから銀交換→横歩とり、その間豊島は右銀を△6四銀と活用、永瀬も端攻めと攻め続けるが、豊島は自陣の守備駒を前進させ、厚みの陣を築きあげて攻めを受け止めた。
豊島流の特徴は、後手村田システム側が先手の角換わりを拒否して組んでいるので、先手は角行が7七に配置され、繰り出す銀の攻撃目標となっている。
| 9  | 8  | 7  | 6  | 5  | 4  | 3  | 2  | 1  |    |
| 香 | 桂 |    | 金 | 王 |    |    | 桂 | 香 | 一 |
|    | 飛 |    |    |    | 銀 | 金 | 角 |    | 二 |
| 歩 |    | 歩 | 歩 | 銀 | 歩 | 歩 | 歩 | 歩 | 三 |
|    |    |    |    | 歩 |    |    |    |    | 四 |
|    | 歩 |    |    |    |    |    |    |    | 五 |
|    |    | 歩 |    |    |    |    |    |    | 六 |
| 歩 | 歩 | 角 | 歩 | 歩 | 歩 | 歩 |    | 歩 | 七 |
|    |    | 金 |    |    |    | 銀 | 飛 |    | 八 |
| 香 | 桂 | 銀 |    | 玉 | 金 |    | 桂 | 香 | 九 |

| 9  | 8  | 7  | 6  | 5  | 4  | 3  | 2  | 1  |    |
| 香 | 桂 |    | 金 |    | 王 |    | 桂 | 香 | 一 |
|    | 飛 |    |    |    | 銀 | 金 | 角 |    | 二 |
| 歩 |    | 歩 | 歩 | 銀 | 歩 | 歩 | 歩 | 歩 | 三 |
|    |    |    |    | 歩 |    |    |    |    | 四 |
|    | 歩 |    |    |    |    |    |    |    | 五 |
|    |    | 歩 |    |    |    |    |    |    | 六 |
| 歩 | 歩 | 角 | 歩 | 歩 | 歩 | 歩 |    | 歩 | 七 |
|    |    | 金 | 銀 |    |    | 銀 | 飛 |    | 八 |
| 香 | 桂 |    |    | 玉 | 金 |    | 桂 | 香 | 九 |

2024年3月17日に第49期棋王戦コナミグループ杯五番勝負第4局で藤井聡太棋王が角換わりを拒否し豊島流村田システムを採用。挑戦者の伊藤匠七段相手に勝利を収め、タイトル防衛に成功した。このときも永瀬vs豊島戦同様、伊藤を後手村田システム側の藤井が角と銀の巧みな活用で、先手の攻めを不能にしている。

## 関連する戦法
- 嬉野流 - 村田システムは嬉野流が派生したものと言われている[13]
- 英春流カメレオン - この戦法も角道を開けない。村田システムや嬉野流との違いは、対居飛車や中飛車には右銀の3筋からの活用、対三間飛車には両方の銀、右銀の3筋からと左銀5筋からの活用、四間飛車には途中から陽動向かい飛車にする[30]。